# Lekisjazz
Lekisjazz är ett svenskt jazzband för barn, bestående av Karin Fredriksson och Elin Trogen. Lekisjazz kompas av Krokodilorkestern, som består av fyra, men ibland fler, musiker.
Lekisjazz blev grammisnominerade i kategorin Årets Barnalbum 2012 och 2016 för skivorna Lekisjazz och Lekisjazzstandards. 2016 vann de barnkategorin på Manifestgalan för Lekisjazzstandards.
Elin Trogen och Karin Fredriksson medverkar även på låten Grytan som Uje Brandelius tävlade med i Melodifestivalen 2023.

## Diskografi
- 2011 – Lekisjazz
- 2015 – Lekisjazzstandards
- 2023 – Lekisjazzhits